# Clavulinopsis michelii
Clavulinopsis michelii är en svampart som först beskrevs av Rea, och fick sitt nu gällande namn av Corner 1950. Clavulinopsis michelii ingår i släktet Clavulinopsis och familjen fingersvampar.   Inga underarter finns listade i Catalogue of Life.